# Baba Taher

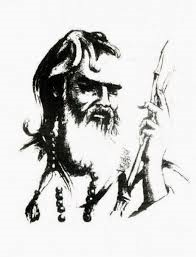
Dibujo del posible aspecto de Baba Taher Oryan

Baba Taher Oryan (en persaباباطاهر), conocido también como Oryan, fue un poeta y místico derviche del área de Hamadán en el actual Irán. Esto es casi todo lo que conocemos de él; incluso su fecha de nacimiento es una cuestión de debate; se estima alrededor del año 1000 (4 H.) y su muerte en el 1055 d. C. (7 H.),según recogen las fuentes más fiables. Su tumba se encuentra en la misma ciudad en la que nació, Hamadán. 

## Obra
Bābā Ṭāher es conocido por sus do-baytis, cuartetas compuestas no en la norma de métrica estándar ruba'i, sino en una métrica simple que todavía es usada como verso popular (hazaj), escritas en dialecto iraní. 
Bābā Ṭāher fue ante todo un sufí, lo que se manifiesta de manera vívida en otros trabajos, aparte de unos pocos ḡazales, que se le atribuyen; por ejemplo el Kalemāt-e qeṣār, colección de casi 400 aforismos en árabe, que ha sido tema de debate, como es el caso de ´Ayn-al-Qożāt Hamadānī. Si son auténticos, y no se reivindica ninguna otra autoría, Bābā Tāher debió recibir una buena educación. Los aforismos se dividen en veintitrés capítulos, que cubren todos los temas de la enseñanza sufí desde ʿelm y maʿrefa hasta ḥaraqa y taqdīr. Por ejemplo: «El conocimiento es la guía para la gnosis, y cuando la gnosis ha llegado, la visión de los conocimientos desaparece y solo quedan los movimientos. del conocimiento de la gnosis»; «El conocimiento es la corona del gnóstico, y la gnosis es la corona del conocimiento”; quien sea testigo de lo que Dios decreta permanecerá inmóvil e impotente».
Versos de Baba Taher en persa:
بی ته اشکم ز مژگان تر آیو
بی ته نخل امیدم بی بر آیو
بی ته در کنج تنها شو و روز
نشینم که تا عمرم بر سر آیو
Traducción:
Cuando mi luz está distante, mis ojos están llenos de lágrimas;
El Árbol de la Esperanza se estremece cuando la luz se aleja de mí;
Sin luz, noche y día, me encuentro solo;
me detengo y mi vida llega a su fin.

## Religión
Se ha argumentado que Baba Taher era chiita a partir de la cita «Oh Dios, en virtud de tus ocho y cuatro…»,  lo que se interpreta en relación con los doce imanes venerados por los chiitas. Debe decirse, sin embargo, que textos como este están abiertos a varias interpretaciones; podría significar, por ejemplo, los ocho cielos y los cuatro elementos, etc. 
Según Ahl-e Ḥaqq, que usa los versos de Bābā Ṭāher en sus rituales, fue una encarnación de uno de los ángeles que acompañaron la tercera manifestación de la divinidad. Se cuentan muchas historias de sus milagros y poderes mágicos. Uno de los más conocidos se refiere a cómo, enojado por la burla de los estudiantes en una universidad en Hamadán, pasó la noche en un tanque congelado, y emergió en la mañana lleno de conocimiento divino.